# 苦竹インターチェンジ
苦竹インターチェンジ（にがたけインターチェンジ）は、宮城県仙台市宮城野区日の出町にある国道4号仙台バイパスのインターチェンジ。
国道6号の終点、国道47号の起点であるが、いずれも仙台バイパスにおいては国道4号との重複区間である。

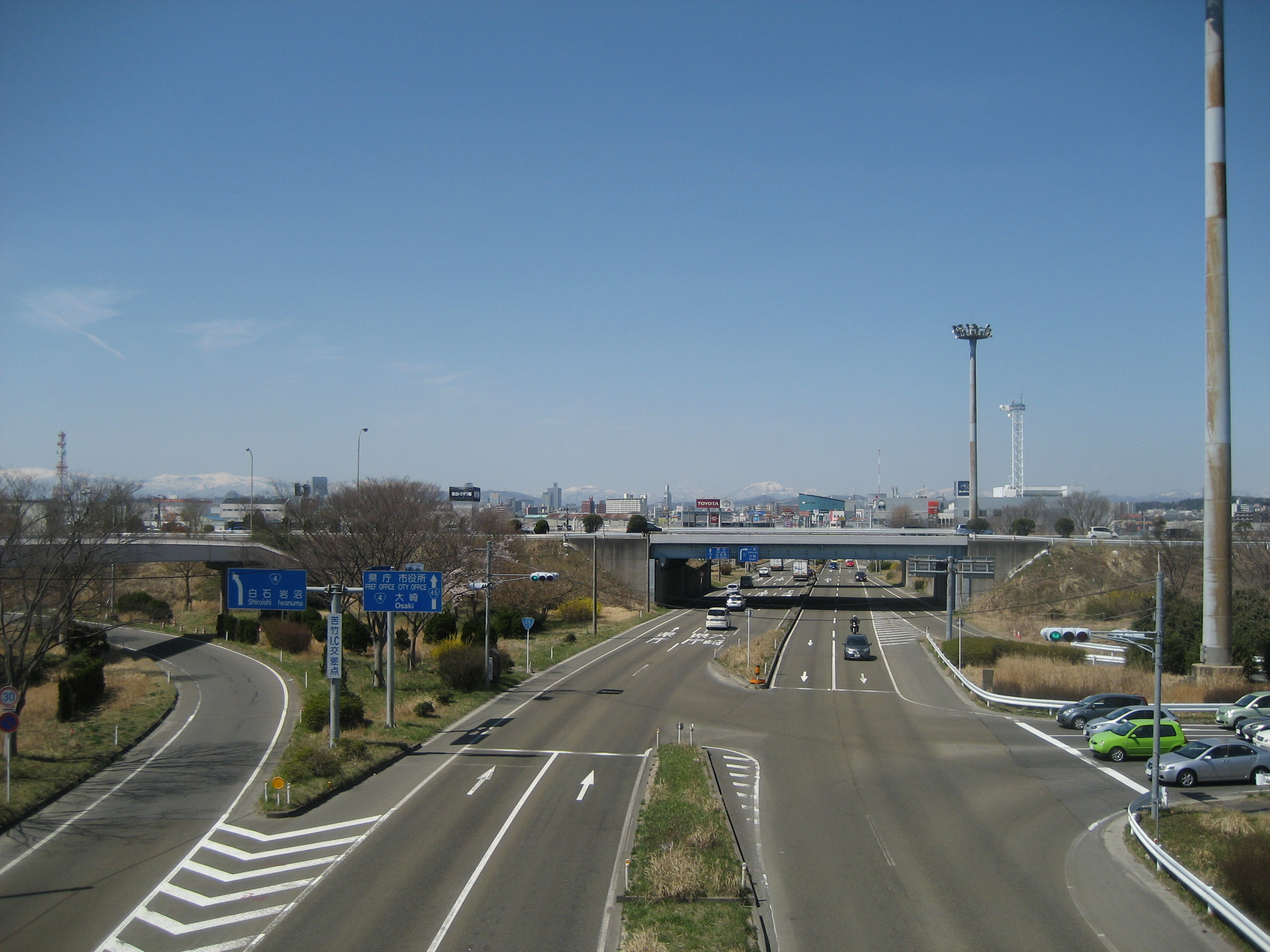
苦竹IC交差点付近

仙台バイパスの全線4車線化に合わせ、1974年（昭和49年）11月に立体交差化されて供用開始された。
市内に2ヶ所ある一般国道（無料）のインターチェンジであり、もう1ヶ所は仙台西道路・愛子バイパスの折立インターチェンジである。

## 接続路線
- 国道4号（南北方向）
- 国道6号（南方向）
- 国道45号（東西方向）
- 国道47号（北方向）
- 国道346号（東西方向）

## 周辺
- 宮城テレビ放送本社
- スーパーオートバックス
- トヨタレンタリース
- 東日本旅客鉄道（JR東日本）仙石線 小鶴新田駅
- 仙台トラックターミナル
- 仙台トラックステーション